# های پوینت (کارولینای شمالی)
های پوینت (به انگلیسی: High Point) شهری در ایالت کارولینای شمالی کشور ایالات متحده آمریکا است که جمعیت آن در سرشماری سال ۲۰۱۰ میلادی، ۱۰۴٬۳۷۱ نفر بوده‌است.